# Toxina diftèrica

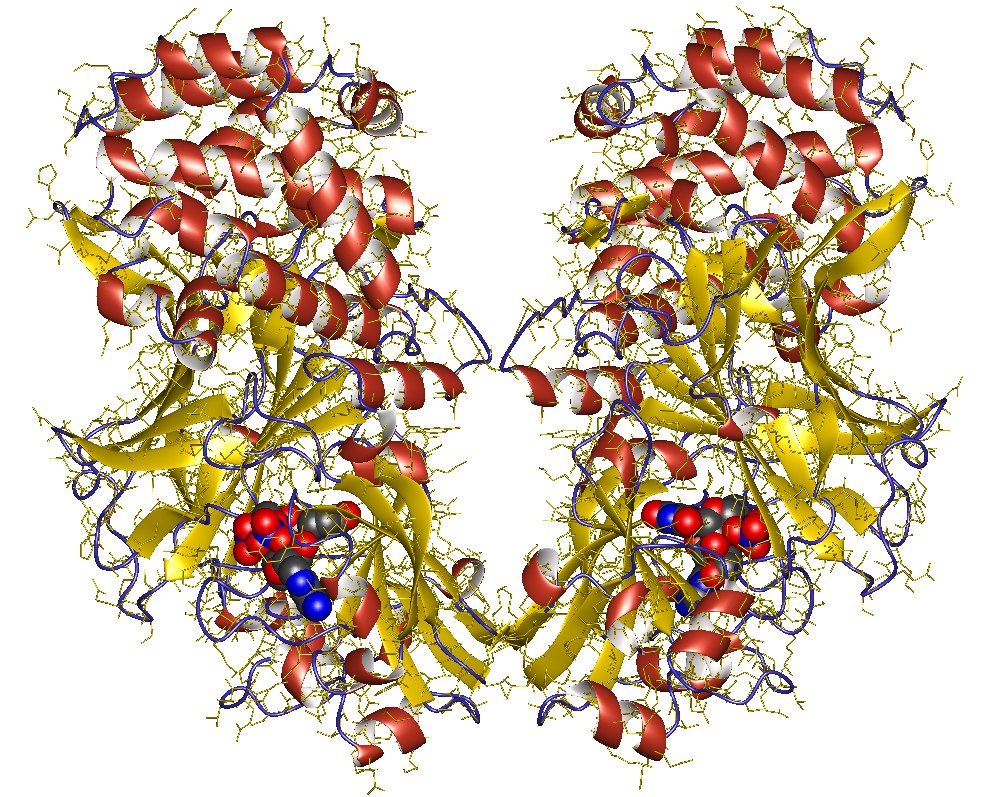
Diphtheria toxin dimer, Corynephage beta.

La toxina diftèrica és una exotoxina secretada per Corynebacterium diphtheriae, el bacteri patogen que causa la diftèria.

## Estructura
La toxina diftèrica és una sola cadena de polipèptids de 535 aminoàcids que consisteix en dues subunitats unides per ponts disulfur. La unió a la superfície cel·lular de la menys estable d'aquestes subunitats permet que la part més estable de la proteïna penetri en la cèl·lula hoste.

## Mecanisme

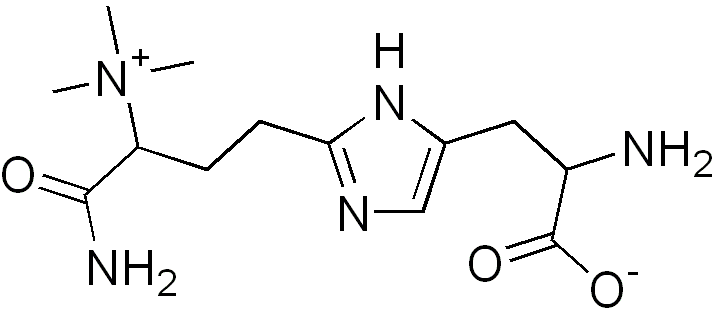
Diftamida.

Catalitza el factor d'elongació-2 eucariòtic de ribosilació de l'ADP, el eEF2, inactivant aquesta proteïna. Ho aconsegueix ribosilant l'ADP de l'infreqüent aminoàcid diftamida. D'aquesta manera actua com un inhibidor de la raducció d'ARN.
L'exotoxina A de Pseudomonas aeruginosa fa servir un mecanisme similar d'acció.